# Peggy Seidel
Peggy Seidel (* 20. Jahrhundert) ist eine frühere deutsche Eiskunstläuferin, die für die DDR im Paarlauf startete. Ihr Partner war Ralf Seifert. Ihr größter Erfolg war die Silbermedaille bei den Juniorenweltmeisterschaften 1983. 

## Erfolge/Ergebnisse
mit Ralf Seifert

### Juniorenweltmeisterschaften
- 1983 – 2. Rang – Sarajewo